# Nomindra indulkana
Nomindra indulkana är en spindelart som beskrevs av Norman I. Platnick och Baehr 2006. Nomindra indulkana ingår i släktet Nomindra och familjen Prodidomidae. Inga underarter finns listade i Catalogue of Life.